# Николај Давиденко
Николај Владимирович Давиденко (рус. Николай Владимирович Давыденко; рођен 2. јунa 1981) је бивши професионални тенисер из Русије. Његов најбољи резултат на гренд слем турнирима била су полуфинала Ролан Гароса 2005. и 2007. и Отвореног првенства САД 2006. и 2007. Његов највећи успјех у каријери било је освајање Тенис мастерс купа 2009. Освојио је три турнира АТП мастерс 1000 серије. Један је од ријетких тенисера који имају позитиван однос побједа и пораза против Рафаела Надала.

## Лични живот
Давиденко је рођен 2. јуна 1981. у Северодоњецку (Украјина), од оца Владимира и мајке Татјане. Са 11 година је напустио своје родитеље у Украјини да би отишао да живи са својим старијим братом Едуардом у Волгограду (Русија), вјерујући да ће у Русији имати веће шансе да постане професионални тенисер. Давиденко је добио руско држављанство 1999, када је имао 18 година, и од тада игра за Русију.
Давиденкови навијачи су га прозвали „Коља“, што је руски надимак за Николаја. Такође га називају и „Човјек од гвожђа“, јер игра на више турнира сваке године него било који други тенисер, баш као његов сународник и бивши првопласирани на АТП листи, Јевгениј Кафељников. Још један надимак је „Машина“, због његовог агресивног, досљедног стила игре.
Давиденкови омиљени тенисери док је одрастао били су Иван Лендл и Јаник Ноа. У слободно вријеме воли вожњу бицикла, пецање, фудбал и хокеј. Такође воли да слуша Ганс ен' роузиз. Говори руски, њемачки и енглески језик.
Прије Дејвис купа 2006, Давиденко се оженио својом дјевојком Ирином, која га је пратила на турнирима три године. Сада живи у Волгограду (Русија).

## Финала великих турнира

### Тенис мастерс куп

#### Појединачно: 2 (1–1)
| Исход   | Година | Град   | Подлога         | Противник у финалу    | Резултат у финалу |
| ------- | ------ | ------ | --------------- | --------------------- | ----------------- |
| Финале  | 2008.  | Шангај | Тврда (дворана) | Новак Ђоковић         | 1–6, 5–7          |
| Побједа | 2009.  | Лондон | Тврда (дворана) | Хуан Мартин дел Потро | 6–3, 6–4          |

### АТП мастерс серија

#### Појединачно: 3 (3–0)
| Исход   | Година | Турнир | Подлога         | Противник у финалу | Резултат у финалу |
| ------- | ------ | ------ | --------------- | ------------------ | ----------------- |
| Побједа | 2006.  | Париз  | Тепих (дворана) | Доминик Хрбати     | 6–1, 6–2, 6–2     |
| Побједа | 2008.  | Мајами | Тврда           | Рафаел Надал       | 6–4, 6–2          |
| Побједа | 2009.  | Шангај | Тврда           | Рафаел Надал       | 7–6(3), 6–3       |